# Пестовское городское поселение
Пестовское городское поселение — муниципальное образование в Пестовском районе Новгородской области Российской Федерации.
Административный центр — город Пестово.
Распоряжением Правительства РФ от 29 июля 2014 года № 1398-р «Об утверждении перечня моногородов» городское поселение включено в категорию «Монопрофильные муниципальные образования Российской Федерации (моногорода) с наиболее сложным социально-экономическим положением».

## История
Статус и границы городского поселения установлены Законом Новгородской области от 11 ноября 2005 года № 559-ОЗ «Об административно-территориальном устройстве Новгородской области».

## Население
| 2009    | 2010    | 2012    | 2013    | 2014    | 2015    | 2016    |
| ------- | ------- | ------- | ------- | ------- | ------- | ------- |
| 15 723  | ↗15 903 | ↘15 851 | ↘15 773 | ↗15 824 | ↘15 679 | ↘15 593 |
| 2017    | 2018    | 2019    | 2020    | 2021    |         |         |
| ↘15 461 | ↘15 269 | ↘15 137 | ↘14 985 | ↘14 032 |         |         |

## Состав городского поселения
| № | Населённый пункт | Тип населённого пункта        | Население |
| - | ---------------- | ----------------------------- | --------- |
| 1 | Пестово          | город, административный центр | ↘14 032   |